# Jacques La Degaillerie
Jacques La Degaillerie (10 gennaio 1940) è un ex schermidore francese, vincitore di una medaglia d'argento nella scherma ai giochi olimpici.